# Силверий
Силверий (на латински: Silverius) е римски папа от 8 юни 536 до март 537 г.
Той e законен син на папа Хормисдас и е роден преди неговия баща да стане духовник. Вероятно е ръкоположен на 8 юни 536 г. Според Liber pontificalis, папа Силверий е заточен не във Вентотене, а в Палмарола, където умира няколко месеца по-късно, на 20 юни 537 г.